# 2025 w muzyce
Wydarzenia muzyczne w 2025 roku.

## Wydarzenia

### Polska

#### Koncerty
- 4 lutego – Pantera, Tauron Arena Kraków[1]
- 21 lutego – Cyndi Lauper w ramach trasy „Girls Just Wanna Have Fun Farewell Tour”, Łódź, Atlas Arena[2]
- 11 marca – Lenny Kravitz w ramach trasy „Blue Electric Light Tour 2025”, Arena Gliwice[3]
- 6 maja – Rod Stewart w ramach trasy „One Last Time Tour”, Gdańsk, Sopot, Ergo Arena[4]
- 8 maja – Rod Stewart w ramach trasy „One Last Time Tour”, Tauron Arena Kraków[5]
- 23 maja – Plácido Domingo, Filharmonia Podkarpacka[6]
- 4 czerwca – Steven Wilson, w ramach trasy „The Overview Tour”, Warszawa, Hala Torwar[7]
- 5 czerwca – Steven Wilson, w ramach trasy „The Overview Tour”, Arena Gliwice[8]
- 6 czerwca
  - Andrea Bocelli, Stadion Poznań[9]
  - Tate McRae w ramach trasy „Miss Possesive Tour”, Łódź, Atlas Arena[10]
- 8 czerwca – Andrea Bocelli, Stadion Miejski we Wrocławiu[11]
- 9 czerwca – Carlos Santana w ramach trasy „Oneness”, Łódź, Atlas Arena[12]
- 16 czerwca – Scorpions, w ramach trasy „Coming Home To Poland – 60 Years of Scorpions” Gdańsk, Sopot, Ergo Arena[13]
- 17 czerwca – Justin Timberlake w ramach trasy „The Forget Tomorrow World Tour”, Stadion Narodowy im. Kazimierza Górskiego w Warszawie[14]
- 18 czerwca – Scorpions, w ramach trasy „Coming Home To Poland – 60 Years of Scorpions”, Tauron Arena Kraków[15]
- 3 lipca – Morrissey, Tauron Arena Kraków[16]
- 4 lipca – AC/DC, Stadion Narodowy im. Kazimierza Górskiego w Warszawie[17]
- 5 lipca – Lionel Richie w ramach trasy „Say Hello To The Hits Tour”, Łódź, Atlas Arena[18]
- 7 lipca
  - Judas Priest, Łódź, Atlas Arena[19]
  - Seal, Hala Stulecia we Wrocławiu[20]
- 12 lipca – Guns N’ Roses w ramach trasy „Because What You Want & What You Get Are Two Completely Different Things Tour”, Stadion Narodowy im. Kazimierza Górskiego w Warszawie[21]
- 18 i 19 lipca – Imagine Dragons w ramach trasy „LOOM World Tour”, Stadion Narodowy im. Kazimierza Górskiego w Warszawie[22][23]
- 25 lipca – Jennifer Lopez w ramach trasy „Up All Night”, Stadion Narodowy im. Kazimierza Górskiego w Warszawie[24]
- 2 sierpnia – Iron Maiden w ramach trasy „Run For Your Lives World Tour”, Stadion Narodowy im. Kazimierza Górskiego w Warszawie[25]
- 5 sierpnia – Shawn Mendes w ramach trasy „On the Road Again”, Tauron Arena Kraków[26]
- 6 sierpnia – Kendrick Lamar i SZA w ramach trasy „Grand National Tour”, Stadion Narodowy im. Kazimierza Górskiego w Warszawie[27]
- 9 sierpnia – Maks Korż, Stadion Narodowy im. Kazimierza Górskiego w Warszawie[28]
- 10 sierpnia – 50 Cent, Stadion Narodowy im. Kazimierza Górskiego w Warszawie[29]

#### Festiwale i konkursy
- 61. Jazz nad Odrą, Wrocław, 23–27 kwietnia[30][31]
- 18. Off Festival, Katowice, 1–3 sierpnia[32]
- XIX Międzynarodowy Konkurs Pianistyczny im. Fryderyka Chopina, Warszawa, 2–23 października 2025[33]

### Świat
- 8 kwietnia – W trakcie koncertu Rubby’ego Péreza w klubie Jet Set w stolicy Dominikany Santo Domingo doszło do zawalenia konstrukcji dachowej, w wyniku czego zginęło 236 osób[34]

#### Koncerty
- 3 maja – Lady Gaga w Rio de Janeiro na plaży Copacabana zgromadziła ponad dwa miliony uczestników[35]

#### Festiwale i konkursy
- 69. Konkurs Piosenki Eurowizji – Bazylea, 13–17 maja[36]

## Zmarli
- 1 stycznia
  - Leo Dan, właśc. Leopoldo Dante Tévez – argentyński piosenkarz i kompozytor (ur. 1942)[37]
  - Jean-Michel Defaye – francuski kompozytor, pianista, dyrygent i aranżer (ur. 1932)[38]
  - Chad Morgan – australijski piosenkarz i gitarzysta country (ur. 1933)[39]
  - Nora Orlandi – włoska piosenkarka, kompozytorka i pianistka (ur. 1933)[40]
  - Wayne Osmond – amerykański piosenkarz i multiinstrumentalista, muzyk zespołu The Osmonds (ur. 1951)[41]
- 2 stycznia
  - Ferdi Tayfur – turecki piosenkarz i aktor (ur. 1945)[42]
- 5 stycznia
  - Urszula Trawińska-Moroz – polska śpiewaczka operowa (sopran koloraturowy), reżyser, dyrektor teatru (ur. 1937)[43]
- 7 stycznia
  - Ayla Erduran – turecka skrzypaczka (ur. 1934)[44][45]
  - Peter Yarrow – amerykański piosenkarz folkowy, autor piosenek; muzyk zespołu Peter, Paul and Mary (ur. 1938)[46]
- 9 stycznia
  - Laurie Holloway – angielski pianista, dyrektor muzyczny i kompozytor (ur. 1938)[47]
- 10 stycznia
  - Sam Moore – amerykański piosenkarz soulowy, muzyk duetu Sam and Dave (ur. 1935)[48]
- 11 stycznia
  - Jerzy Bauer – polski kompozytor, teoretyk muzyki i dyrygent (ur. 1936)[49]
- 13 stycznia
  - Elgar Howarth – angielski dyrygent, kompozytor i trębacz (ur. 1935)[50]
- 15 stycznia
  - Melba Montgomery – amerykańska piosenkarka country, autorka tekstów (ur. 1938)[51]
  - Linda Nolan – irlandzka piosenkarka i aktorka (ur. 1959)[52]
- 18 stycznia
  - Claire van Kampen – angielska reżyserka, kompozytorka i dramatopisarka (ur. 1953)[53]
- 19 stycznia
  - Christopher Fifield – angielski dyrygent, historyk muzyki klasycznej, muzykolog (ur. 1945)[54]
  - Kaiti Grey – grecka piosenkarka (ur. 1924)[55]
- 21 stycznia
  - Petr Hannig – czeski piosenkarz, producent muzyczny i polityk (ur. 1946)[56]
  - Garth Hudson – kanadyjski muzyk rockowy; pianista, saksofonista i akordeonista, członek zespołu The Band (ur. 1937)[57]
- 22 stycznia
  - Barry Goldberg – amerykański pianista i klawiszowiec rockowy i bluesowy, kompozytor i producent muzyczny (ur. 1941)[58]
- 24 stycznia
  - DJ Unk, właśc. Anthony Platt – amerykański raper, DJ i producent muzyczny (ur. 1982)[59]
- 25 stycznia
  - Olga James – amerykańska piosenkarka i aktorka (ur. 1929)[60]
- 26 stycznia
  - Kazuyoshi Akiyama – japoński dyrygent, dyrektor muzyczny Tokijskiej Orkiestry Symfonicznej (1964–2004) (ur. 1941)[61]
- 29 stycznia
  - Betty Bonney – amerykańska piosenkarka pop (ur. 1924)[62]
- 30 stycznia
  - Marianne Faithfull – angielska piosenkarka i aktorka (ur. 1946)[63]
- 31 stycznia
  - Susan Alcorn – amerykańska kompozytorka grająca na elektrycznej gitarze hawajskiej (ur. 1953)[64]
- 1 lutego
  - Bogdan Dowlasz – polski akordeonista, kompozytor i pedagog (ur. 1949)[65]
  - Wojciech Trzciński – polski kompozytor muzyki rozrywkowej, filmowej i teatralnej, aranżer, pianista i gitarzysta, dyrygent oraz producent muzyczny (ur. 1949)[66]
- 2 lutego
  - Gene Barge – amerykański saksofonista i kompozytor (ur. 1926)[67]
  - Maciej Kieres – polski dziennikarz telewizyjny, dokumentalista, pianista, kompozytor (ur. 1974)[68]
  - Helena Napierała – polska śpiewaczka ludowa, laureatka Nagrody im. Oskara Kolberga (ur. 1929)[69]
- 3 lutego
  - Paul Plishka – amerykański śpiewak operowy (bas) (ur. 1941)[70]
- 4 lutego
  - Willy Mignon – beniński wokalista, kompozytor i aranżer (ur. 1986)[71]
- 5 lutego
  - Irv Gotti – amerykański producent muzyczny (ur. 1970)[72]
  - Dave Jerden – amerykański producent muzyczny, inżynier dźwięku (ur. 1949)[73]
  - Mike Ratledge – brytyjski klawiszowiec i kompozytor, członek zespołu Soft Machine (ur. 1943)[74]
- 7 lutego
  - Naâman, właśc. Martin Mussard – francuski piosenkarz reggae, kompozytor i autor tekstów (ur. 1990)[75]
- 8 lutego
  - Howard Riley – angielski pianista i kompozytor jazzowy (ur. 1943)[76]
- 9 lutego
  - Tony Kinsey – angielski perkusista jazzowy, kompozytor (ur. 1927)[77]
  - Edith Mathis – szwajcarska śpiewaczka (sopran) (ur. 1938)[78]
- 10 lutego
  - Maria Tipo – włoska pianistka (ur. 1931)[79]
- 11 lutego
  - Ireneusz Kowalewski – polski działacz kulturalny i menedżer muzyczny (ur. 1955)[80]
- 13 lutego
  - Jacek Kaczyński – polski basista bluesowy i jazzowy, członek zespołu Kasa Chorych (ur. 1962)[81]
- 14 lutego
  - Barbara Rybałtowska – polska pisarka, piosenkarka, autorka tekstów piosenek, aktorka i malarka (ur. 1936)[82]
- 17 lutego
  - Paquita la del Barrio, właśc. Francisca Viveros Barradas – meksykańska piosenkarka, autorka tekstów i aktorka (ur. 1947)[83]
  - Rick Buckler – angielski perkusista rockowy, muzyk zespołu The Jam (ur. 1955)[84]
  - Snowy Fleet – australijski perkusista (ur. 1939)[85]
  - Jamie Muir – szkocki perkusista i artysta malarz, w latach 1972–1973 muzyk zespołu King Crimson (ur. 1942)[86]
- 18 lutego
  - Alastair Sampson – angielski organista (ur. 1944)[87]
- 20 lutego
  - Jerry Butler – amerykański piosenkarz R&B (ur. 1939)[88]
- 21 lutego
  - Khalil Fong – amerykański piosenkarz, autor tekstów i producent (ur. 1983)[89]
  - Tadeusz Grabowski – polski muzyk ludowy (ur. 1921)[90]
  - Gwen McCrae – amerykańska piosenkarka (ur. 1943)[91]
- 22 lutego
  - Bill Fay – angielski muzyk folk-rockowy, piosenkarz, autor piosenek, pianista (ur. 1943)[92]
- 23 lutego
  - Chris Jasper – amerykański wokalista, klawiszowiec i kompozytor, członek zespołu The Isley Brothers (ur. 1951)[93]
- 24 lutego
  - Roberta Flack – amerykańska piosenkarka jazzowa, soulowa i folkowa (ur. 1937)[94]
- 25 lutego
  - Margaret Gale – angielska śpiewaczka operowa (sopran) (ur. 1931)[95]
  - Simon Lindley – angielski organista, chórmistrz, dyrygent i kompozytor (ur. 1948)[96]
  - Ferenc Rados – węgierski pianista i pedagog (ur. 1934)[97]
- 28 lutego
  - David Johansen – amerykański piosenkarz, autor tekstów i aktor; muzyk protopunkowego zespołu New York Dolls (ur. 1950)[98]
- 1 marca
  - Paulito FG, właśc. Pablo Fernández Gallo – kubański piosenkarz (ur. 1962)[99]
  - Joey Molland – angielski gitarzysta i kompozytor rockowy, muzyk zespołu Badfinger (ur. 1947)[100]
  - Angie Stone – amerykańska piosenkarka R&B i soul (ur. 1961)[101]
- 2 marca
  - Edip Akbayram – turecki muzyk (ur. 1950)[102]
- 3 marca
  - Geraint Jarman – walijski muzyk, poeta i producentem telewizyjny (ur. 1950)[103]
  - Jean-Marie Londeix – francuski saksofonista (ur. 1932)[104]
- 4 marca
  - Roy Ayers – amerykański wibrafonista, muzyk i kompozytor funkowy, soulowy i jazzowy (ur. 1940)[105]
- 6 marca
  - Brian James – angielski gitarzysta punkrockowy, muzyk zespołu The Damned (ur. 1955)[106]
- 7 marca
  - D’Wayne Wiggins – amerykański piosenkarz R&B, gitarzysta i producent (ur. 1961)[107]
- 8 marca
  - Bill Ashton – brytyjski muzyk jazzowy, bandleader, saksofonista i kompozytor (ur. 1936)[108]
  - Donald Hazelwood – australijski skrzypek, koncertmistrz (ur. 1930)[109]
- 10 marca
  - Krystyna Grochowska – polska wokalistka, członkini zespołu Alibabki (ur. 1942)[110]
  - Stedman Pearson – brytyjski piosenkarz, muzyk zespołu Five Star (ur. 1964)[111]
- 11 marca
  - Cocoa Tea, właśc. Calvin Scott – jamajski piosenkarz reggae (ur. 1959)[112]
- 13 marca
  - Sofija Gubajdulina – rosyjska kompozytorka pochodzenia tatarskiego (ur. 1931)[113]
  - J.B. Moore – amerykański producent muzyczny, autor piosenek (ur. 1943)[114]
- 14 marca
  - Bruno Romani – włoski saksofonista i flecista jazzowy (ur. 1960)[115]
- 15 marca
  - Les Binks – północnoirlandzki perkusista heavy metalowy, muzyk zespołu Judas Priest (ur. 1951)[116]
- 16 marca
  - Jesse Colin Young – amerykański piosenkarz, gitarzysta i autor tekstów (ur. 1941)[117]
- 17 marca
  - Aurelio Martínez – honduraski muzyk i polityk (ur. 1969)[118][119]
- 18 marca
  - Bedros Kirkorow – bułgarski piosenkarz (ur. 1932)[120]
- 19 marca
  - Eddie Adcock – amerykański muzyk bluegrass, bandżysta (ur. 1938)[121]
- 21 marca
  - Stanisław Głowacz – polski wokalista, poeta i autor tekstów piosenek (ur. 1961)[122]
- 25 marca
  - Alice Tan Ridley – amerykańska piosenkarka R&B i gospel (ur. 1952)[123]
- 28 marca
  - Young Scooter – amerykański raper (ur. 1986)[124]
- 29 marca
  - Tracy Schwarz – amerykański muzyk folkowy (ur. 1938)[125]
- 31 marca
  - John Nelson – amerykański dyrygent (ur. 1941)[126]
- 1 kwietnia
  - Michael Hurley – amerykański muzyk folkowy (ur. 1941)[127]
  - Alfi Kabiljo – chorwacki dyrygent i kompozytor (ur. 1935)[128]
  - Johnny Tillotson – amerykański piosenkarz country i pop, autor tekstów piosenek (ur. 1938)[129]
- 4 kwietnia
  - Amadou Bagayoko – malijski muzyk i piosenkarz duetu Amadou & Mariam (ur. 1954)[130]
  - Bernard Ringeissen – francuski pianista (ur. 1934)[131]
- 5 kwietnia
  - Dave Allen – angielski basista rockowy, muzyk post-punkowego zespołu Gang of Four (ur. 1955)[132]
- 6 kwietnia
  - Al Barile – amerykański gitarzysta, kompozytor, założyciel bostońskiego zespołu hardcore’owego SSD (ur. 1961)[133]
  - Clem Burke, właśc. Clement Anthony Bozewski – amerykański perkusista, jeden z pierwszych członków punk-rockowego zespołu Blondie (ur. 1954)[134]
  - Roberto De Simone – włoski kompozytor, etnomuzykolog i pedagog (ur. 1933)[135]
- 7 kwietnia
  - Jean-Claude Montredon – francuski perkusjonista jazzowy (ur. 1949)[136]
- 8 kwietnia
  - Rubby Pérez, właśc. Roberto Antonio Pérez Herrera – dominikański piosenkarz merengue (ur. 1956)[137]
- 9 kwietnia
  - Roberto Cani – włoski skrzypek klasyczny (ur. 1967)[138]
- 10 kwietnia
  - Titiek Puspa – indonezyjska piosenkarka i aktorka (ur. 1937)[139]
  - Nino Tempo, właśc. Anthony Bart LoTempio – amerykański piosenkarz (ur. 1935)[140]
- 11 kwietnia
  - Mike Berry, właśc. Michael Hubert Bourne – angielski piosenkarz pop (ur. 1942)[141]
  - Max Romeo, właśc. Maxwell Livingston Smith – jamajski wokalista reggae i roots reggae (ur. 1944)[142]
- 12 kwietnia
  - Roy Thomas Baker – angielski producent muzyczny, aranżer (ur. 1946)[143]
- 14 kwietnia
  - Christian Reim – norweski pianista i organista jazzowy, kompozytor (ur. 1945)[144]
  - Peter Seiffert – niemiecki śpiewak operowy (tenor) (ur. 1954)[145][146]
- 15 kwietnia
  - Joel Krosnick – amerykański wiolonczelista (ur. 1941)[147]
- 16 kwietnia
  - Nora Aunor, właśc. Nora Cabaltera Villamayor – filipińska piosenkarka i aktorka (ur. 1953)[148]
  - Mac Gayden – amerykański muzyk country; piosenkarz, gitarzysta, autor tekstów, producent nagrań (ur. 1941)[149]
- 17 kwietnia
  - Peter Ablinger – austriacki kompozytor (ur. 1959)[150]
  - Erhard Grosskopf – niemiecki kompozytor (ur. 1934)[151]
- 18 kwietnia
  - Clodagh Rodgers – północnoirlandzka piosenkarka pop (ur. 1947)[152]
- 20 kwietnia
  - Cristina Buarque – brazylijska piosenkarka i kompozytorka (ur. 1950)[153]
- 22 kwietnia
  - David Briggs – amerykański klawiszowiec, producent muzyczny, aranżer, kompozytor (ur. 1943)[154]
- 23 kwietnia
  - Lulu Roman, właśc. Bertha Louise Hable – amerykańska komediantka i piosenkarka country i gospel (ur. 1946)[155]
  - David Thomas – amerykański muzyk, wokalista i autor tekstów; frontman zespołu Pere Ubu (ur. 1953)[156]
- 24 kwietnia
  - Sergiusz Perkowski – polski perkusista jazzowy (ur. 1944)[157]
  - Roy Phillips – angielski multiinstrumentalista, muzyk zespołu jazzowego The Peddlers (ur. 1941)[158]
- 25 kwietnia
  - Richard Wernick – amerykański kompozytor klasyczny (ur. 1934)[159]
- 26 kwietnia
  - Karol Beare – brytyjski lutnik (ur. 1937)[160]
  - Andy Bey, właśc. Andrew Wideman Bey Jr. – amerykański piosenkarz i pianista jazzowy (ur. 1939)[161]
- 27 kwietnia
  - Wizz Jones, właśc. Raymond Ronald Jones – angielski gitarzysta folkowy, piosenkarz i autor tekstów (ur. 1939)[162]
- 29 kwietnia
  - Mike Peters – walijski wokalista i gitarzysta punkowy; muzyk zespołu The Alarm (ur. 1959)[163]
- 30 kwietnia
  - Joe Louis Walker, właśc. Louis Joseph Walker Jr. – amerykański gitarzysta bluesowy, piosenkarz, autor tekstów i producent (ur. 1949)[164]
- 1 maja
  - Nana Caymmi – brazylijska piosenkarka (ur. 1941)[165]
  - Jill Sobule – amerykańska piosenkarka folkowo-popowa, autorka tekstów (ur. 1959)[166]
- 2 maja
  - Joka, właśc. Michał Marten – polski raper i autor tekstów, muzyk zespołu Kaliber 44 (ur. 1977)[167]
- 6 maja
  - Luigi Lopez – włoski kompozytor, muzyk, piosenkarz i autor tekstów (ur. 1947)[168]
- 7 maja
  - DJ Hazel, właśc. Michał Orzechowski – polski DJ i producent muzyczny (ur. 1980)[169]
  - Ronald Corp – brytyjski kompozytor, dyrygent, duchowny anglikański (ur. 1951)[170]
- 9 maja
  - Johnny Rodriguez – amerykański piosenkarz country (ur. 1951)[171]
- 10 maja
  - Matthew Best – angielski wokalista basowy, dyrygent (ur. 1957)[172]
  - Neville Dilkes – angielski dyrygent i organista (ur. 1930)[173]
- 11 maja
  - Alena Veselá – czeska organistka i pedagog (ur. 1923)[174]
- 12 maja
  - Yasunao Tone – japoński kompozytor jazzowy, artysta multidyscyplinarny (ur. 1935)[175]
- 13 maja
  - David Watkin – angielski wiolonczelista, dyrygent, muzykolog i pedagog (ur. 1965)[176]
- 14 maja
  - Aleksander Kobyliński – polski pieśniarz, gitarzysta, kompozytor, bard (ur. 1936)[177]
- 15 maja
  - Luigi Alva, właśc. Luis Ernesto Alva y Talledo – peruwiański śpiewak operowy (tenor) (ur. 1927)[178]
  - Junior Byles – jamajski piosenkarz reggae (ur. 1948)[179]
  - Charles Strouse – amerykański kompozytor i autor tekstów (ur. 1928)[180][181]
- 16 maja
  - Jadwiga Rappé – polska śpiewaczka (alt), pedagog, profesor doktor habilitowany sztuk muzycznych (ur. 1952)[182]
- 17 maja
  - Roger Nichols – amerykański kompozytor i autor tekstów piosenek, multiinstrumentalista (ur. 1940)[183]
- 22 maja
  - Guy Klucevsek – amerykański akordeonista i kompozytor jazzowy (ur. 1947)[184]
  - James Lowe – amerykański wokalista rockowy, muzyk zespołu The Electric Prunes (ur. 1943)[185]
- 23 maja
  - Lillian Boutté – amerykańska wokalistka jazzowa (ur. 1949)[186]
- 25 maja
  - Simon House – angielski kompozytor, skrzypek i klawiszowiec; muzyk zespołu rockowego Hawkwind (ur. 1948)[187]
  - Jan Knap – polski perkusista, członek zespołu Czerwono-Czarni (ur. 1939)[188][189]
  - Foday Musa Suso – gambijski muzyk grający na korze, kompozytor (ur. 1950)[190]
- 26 maja
  - Rick Derringer – amerykański gitarzysta rockowy, autor piosenek, producent (ur. 1947)[191]
- 27 maja
  - Freddie Aguilar – filipiński piosenkarz i kompozytor (ur. 1953)[192]
  - Brian Kellock – szkocki pianista jazzowy (ur. 1962)[193]
- 28 maja
  - Al Foster – amerykański perkusista jazzowy (ur. 1943)[194][195]
  - Per Nørgård – duński kompozytor i teoretyk muzyki (ur. 1932)[196]
- 29 maja
  - Alf Clausen – amerykański kompozytor filmowy i telewizyjny (ur. 1941)[197]
  - Susann McDonald – amerykańska harfistka (ur. 1935)[198]
  - Charles Wadsworth – amerykański pianista klasyczny i promotor muzyczny (ur. 1929)[199]
- 3 czerwca
  - Eugen Doga – mołdawski kompozytor (ur. 1937)[200]
- 4 czerwca
  - Nicole Croisille – francuska piosenkarka i aktorka (ur. 1936)[201]
- 5 czerwca
  - Wayne Lewis – amerykański wokalista R&B, muzyk zespołu Atlantic Starr (ur. 1957)[202]
- 6 czerwca
  - Changuito, właśc. José Luis Quintana – kubański perkusjonista (ur. 1948)[203]
- 7 czerwca
  - Włodzimierz Siedlik – polski dyrygent (ur. 1963)[204]
- 9 czerwca
  - Sly Stone, właśc. Sylvester Stewart – amerykański muzyk, autor tekstów piosenek i producent muzyczny; frontman zespołu Sly and the Family Stone (ur. 1943)[205]
- 11 czerwca
  - Douglas McCarthy – angielski wokalista, muzyk zespołu Nitzer Ebb (ur. 1966)[206]
  - Brian Wilson – amerykański wokalista i basista, lider zespołu The Beach Boys (ur. 1942)[207]
- 13 czerwca
  - Louis Moholo – południowoafrykański perkusista jazzowy (ur. 1940)[208]
- 15 czerwca
  - Marlene Fleet – angielska pianistka (ur. 1942)[209]
- 17 czerwca
  - Alfred Brendel – austriacki pianista, pedagog, pisarz i poeta, jeden z największych pianistów XX wieku (ur. 1931)[210]
- 18 czerwca
  - Lou Christie, właśc. Lugee Alfredo Giovanni Sacco – amerykański piosenkarz pop, autor piosenek (ur. 1943)[211]
- 19 czerwca
  - Nelly Akopian-Tamarina – rosyjska pianistka (ur. 1941)[212]
  - James Prime – szkocki pianista, muzyk zespołu Deacon Blue (ur. 1960)[213]
- 23 czerwca
  - Rebekah Del Rio – amerykańska piosenkarka, autorka tekstów, aktorka (ur. 1967)[214]
  - Feya Faku – południowoafrykański trębacz jazzowy (ur. 1962)[215]
  - Waldemar Koperkiewicz – polski muzyk, kompozytor, pedagog muzyczny, działacz kulturalny (ur. 1952)[216]
  - Mick Ralphs – angielski gitarzysta, wokalista i autor piosenek, członek-założyciel zespołów rockowych Mott the Hoople i Bad Company (ur. 1944))[217]
- 24 czerwca
  - Bobby Sherman, właśc. Robert Cabot Sherman Jr. – amerykański piosenkarz i aktor (ur. 1943)[218]
- 26 czerwca
  - Lalo Schifrin, właśc. Boris Claudio Schifrin – argentyński kompozytor żydowskiego pochodzenia, pianista i dyrygent (ur. 1932)[219]
- 28 czerwca
  - Daphne Boden – angielska harfistka i pedagog (ur. 1942)[220]
  - Gilda Cruz-Romo – meksykańska śpiewaczka operowa (sopran) (ur. 1940)[221]
- 29 czerwca
  - Stuart Burrows – walijski śpiewak operowy (tenor) (ur. 1933)[222]
- 1 lipca
  - Jimmy Swaggart – amerykański pastor, pisarz, teleewangelista zielonoświątkowy i muzyk gospel (ur. 1935)[223]
- 4 lipca
  - Mark Snow, właśc. Martin Fulterman – amerykański kompozytor, autor ścieżek dźwiękowych do wielu filmów i seriali (ur. 1946)[224]
- 6 lipca
  - Helena Tattermuschová – czeska śpiewaczka operowa (sopran koloraturowy liryczny), pedagog (ur. 1933)[225]
- 9 lipca
  - Iris Williams – walijska piosenkarka (ur. 1946)[226]
- 11 lipca
  - Raymond Guiot – francuski flecista, pianista i kompozytor (ur. 1930)[227]
  - David Kaff – brytyjski keyboardzista rocka progresywnego (ur. 1946)[228]
- 13 lipca
  - Dave Cousins, właśc. David Joseph Hindson – angielski muzyk; wokalista, gitarzysta i leader zespołu The Strawbs (ur. 1940)[229]
- 16 lipca
  - Bas Tajpan, właśc. Damian Krępa – polski wokalista i autor tekstów, wykonawca muzyki z pogranicza reggae, hip-hopu i raggamuffin (ur. 1978)[230][231]
  - Connie Francis, właśc. Concetta Rosa Maria Franconero – amerykańska piosenkarka pop, kompozytorka, aktorka, artystka estradowa i wydawca (ur. 1937)[232]
  - Gary Karr – amerykański kontrabasista i pedagog (ur. 1941)[233]
- 17 lipca
  - Alan Bergman – amerykański kompozytor i autor tekstów (ur. 1925)[234]
- 18 lipca
  - Roger Norrington – angielski dyrygent (ur. 1934)[235]
  - Rafał Zapała – polski artysta dźwięku, kompozytor i improwizator, profesor sztuk muzycznych (ur. 1975)[236]
- 19 lipca
  - Ryszard Olesiński – polski muzyk, gitarzysta, członek zespołu Maanam (ur. 1954)[237]
  - Béatrice Uria-Monzon – francuska śpiewaczka operowa (mezzosopran) (ur. 1963)[238]
- 21 lipca
  - David Rendall – angielski śpiewak operowy (tenor) (ur. 1948)[239]
- 22 lipca
  - Chuck Mangione – amerykański trębacz i kompozytor jazzowy (ur. 1940)[240]
  - Ozzy Osbourne, właśc. John Michael Osbourne – brytyjski wokalista, muzyk i autor tekstów; wieloletni członek heavymetalowego zespołu Black Sabbath (ur. 1948)[241]
- 24 lipca
  - Cleo Laine – angielska wokalistka jazzowa i aktorka (ur. 1927)[242]
  - Tommy McLain – amerykański muzyk, piosenkarz, multiinstrumentalista (ur. 1940)[243]
- 26 lipca
  - Tom Lehrer – amerykański pianista, piosenkarz, satyryk i matematyk (ur. 1928)[244]
  - Ziad Rahbani – libański kompozytor, pianista i wokalista (ur. 1956)[245]
- 30 lipca
  - Mariusz Janiak – polski perkusista, członek zespołu Sedes (ur. 1965)[246]
- 31 lipca
  - Flaco Jiménez – amerykański piosenkarz, autor tekstów i akordeonista (ur. 1939)[247]
- 1 sierpnia
  - Arif Babayev – azerski wokalista mugam (ur. 1938)[248]
  - Jeannie Seely – amerykańska piosenkarka country, autorka tekstów, producentka muzyczna i autorka (ur. 1940)[249]
- 4 sierpnia
  - Jane Morgan – amerykańska piosenkarka popu tradycyjnego (ur. 1924)[250]
  - Terry Reid – angielski wokalista, gitarzysta i autor tekstów, członek zespołu Peter Jay and the Jaywalkers (ur. 1949)[251]
- 6 sierpnia
  - Jan Kadłubiski – polski pianista i pedagog (ur. 1931)[252]
  - Eddie Palmieri – amerykański pianista latin jazzowy, bandleader, kompozytor (ur. 1936)[253]
- 8 sierpnia
  - Arlindo Cruz – brazylijski muzyk z gatunku samby i pagode, autor piosenek (ur. 1958)[254]
- 9 sierpnia
  - Andrzej Hundziak – polski kompozytor, pedagog i animator życia muzycznego (ur. 1927)[255]
- 10 sierpnia
  - Bobby Whitlock – amerykański wokalista i klawiszowiec, członek zespołu Derek and the Dominos (ur. 1948)[256]
- 11 sierpnia
  - Tadeusz Głuchowski – polski perkusista, muzyk zespołu Niebiesko-Czarni (ur. 1942)[257]
  - Choo Hoey – singapurski dyrygent (ur. 1934)[258]
  - Sheila Jordan – amerykańska wokalistka jazzowa, kompozytorka i edukatorka (ur. 1928)[259]
  - Gabi Novak – chorwacka piosenkarka pop i jazzowa (ur. 1936)[260]
- 13 sierpnia
  - Jacek Śliwczyński – polski basista, członek zespołów T.Love i Sztywny Pal Azji (ur. 1964)[261][262]
- 16 sierpnia
  - Joachim Grubich – polski organista, profesor nauk o sztukach pięknych, wykładowca akademicki (ur. 1935)[263]

## Nagrody
- 23 marca, 30 marca, 5 kwietnia – Fryderyki 2025 Gala Muzyki Jazzowej, Klasycznej, Rozrywkowej[264]